# Kołątajew
Kołątajew – wieś w Polsce położona w województwie wielkopolskim, w powiecie ostrowskim, w gminie Ostrów Wielkopolski, ok. 2 km na północ od Ostrowa, przy drodze powiatowej łączącej Ostrów z Lewkowem i lotniskiem Aeroklubu Ostrowskiego w Michałkowie i linii kolejowej Ostrów-Zduńska Wola (stacja Czekanów).
Miejscowość przynależała administracyjnie przed rokiem 1887 do powiatu odolanowskiego, w latach 1975-1998 do województwa kaliskiego, a w latach 1887–1975 i od 1999 do powiatu ostrowskiego.
Liczba mieszkańców wsi: 807 (2005). We wsi znajdują się zakłady mechaniki samochodowej.